# Mindenki haza
Mindenki haza (eredeti cím: Tutti a casa) 1960-ban bemutatott fekete–fehér olasz–francia háborús vígjáték, filmdráma.

## Rövid történet
Amikor Olaszország megadja magát a szövetségeseknek, az olasz hadsereg egy részét szétszórják, és a katonák elkezdenek visszatérni otthonaikba.

## Főszereplők
- Alberto Sordi: Alberto Innocenzi hadnagy
- Eduardo De Filippo: Sir Innocenzi
- Serge Reggiani: Assunto Ceccarelli
- Martin Balsam: Quintino Fornaciari
- Nino Castelnuovo: Codegato
- Carla Gravina: Silvia Modena